# Mahunkaia tricornis
Mahunkaia tricornis ist eine Milbenart und gehört zur Gruppe der Hornmilben. Die Gattung Mahunkaia wurde nach dem ungarischen Acariologen Sandor Mahunka benannt. Das Artepitethon tricornis bezieht sich auf eine auffällige, dreigabelige Struktur zwischen Lamellae und Rostrum, die innerhalb der Eremaeozetidae so nur bei dieser Art vorkommt. Mahunkaia tricornis kommt im Süden und Osten Südafrikas in Wäldern an Küsten oder Flüssen und in Dünenlandschaften im Humus, auf abgestorbenen Pflanzen und in feuchtem Moos vor.

## Merkmale
Die Weibchen von Mahunkaia tricornis sind im Schnitt 370 µm lang und 214 µm breit, die Männchen sind mit 340 mal 196 µm deutlich kleiner. Adulte Individuen sind bis auf Lenticulus, Sensillen und Laufbeine mit einem braunen bis dunkelbraunen, runzeligem Cerotegument bedeckt. Der Vorderkörper besteht aus einem abgerundeten Rostrum mit kurzer, spitzem Apex, der von den Spitzen der langen und breiten Lamellae überragt wird. Die Cheliceren sind lang und schmal (Länge 77–84 µm, Breite 24–30 µm). Die Beine sind einkrallig. Der Notogaster (der sklerotisierte, dorsale Teil des Opisthosomas) ist annähernd oval. Einige der beobachteten Weibchen trugen zwei große, oval oder elliptische bis nierenförmige Eier mit einem Ausmaß von 90–110×50–70 µm.
Von der sehr ähnlichen Art Mahunkaia bituberculata ist Mahunkaia tricornis unterscheidbar durch die geringere Größe, die dreigabelige Struktur zwischen Lamellae und Rostrum, die längeren Setae am Rostrum und die höhere Zahl der notogastralen Setae, von denen die hinteren kürzer sind.

## Taxonomie und Systematik
Mahunkaia tricornis gehört zur Gattung der Mahunkaia, welche zur Familie der Eremaeozetidae zählt. Neben der Art Mahunkaia tricornis, gehören noch Mahunkaia gracilis, Mahunkaia bituberculata und Mahunkaia schwendingeri zur Gattung Mahunkaia. Mahunkaia bituberculata wurde von Heinrich Schatz 1983 in Tansania entdeckt. Mahunkaia gracilis folgte zwei Jahre danach in Südafrika und Mahunkaia schwendingeri wurde 2008 in Thailand ausfindig gemacht.